# Козлув (Свентокшиське воєводство)
Козлув (пол. Kozłów) — село в Польщі, у гміні Малогощ Єнджейовського повіту Свентокшиського воєводства.
Населення — 805 осіб (2011).
У 1975-1998 роках село належало до Келецького воєводства.

## Демографія
Демографічна структура на день 31 березня 2011 року:
|          | Загалом | Допрацездатний вік | Працездатний вік | Постпрацездатний вік |
| -------- | ------- | ------------------ | ---------------- | -------------------- |
| Чоловіки | 397     | 89                 | 278              | 30                   |
| Жінки    | 408     | 88                 | 233              | 87                   |
| Разом    | 805     | 177                | 511              | 117                  |